# Laurine Rousselet
Laurine Rousselet est une poète et prosatrice d'expression française née le 31 décembre 1974 à Dreux. Elle collabore à différentes revues culturelles et dirige Les Cahiers de l'Approche.

## Biographie
Laurine Rousselet est née à Dreux le dernier jour de 1974 dans le département d'Eure-et-Loir en région Centre-Val de Loire. Elle arrive à Paris à dix-huit ans. Elle suit un temps des cours de lettres à la Sorbonne nouvelle et, plus assidûment, ceux de l'Asfored dont elle sort en 1995 avec un B.T.S Édition du livre.
Laurine Rousselet a vécu à Saint-Germain-lès-Corbeil dans l’Essonne jusqu’en 1981, année de son arrivée en Charente, où ses parents, enseignants (sa mère, professeure de mathématiques, son père, professeur de français), ont été mutés. Elle poursuit ensuite sa scolarité au lycée Guez-de-Balzac à Angoulême, avant de quitter Angoulême en 1992 pour aller vivre à Paris, et d'y retourner en 2014. Elle vit depuis entre Angoulême et Paris.

## Carrière
En 1998, elle rencontre Abdelhadi El Rharbi qui l'accompagne à l'oud dans des lectures publiques, notamment sur le podium du XXe Marché de la poésie en juin 2002. Trois rencontres, décisives, lui succéderont, celles d'Hubert Haddad, Marcel Moreau et Bernard Noël. En 1998, elle publie ses premiers poèmes dans la revue Digraphe. Un recueil, Tambour, suit cinq années plus tard, inaugurant une période de création et de collaborations artistiques intergénériques. Marcel Moreau, son «plus fidèle et vieux compagnon», comme elle aime à le dire, préface son deuxième recueil, Mémoire de sel, publié en 2004 en version bilingue français-arabe. Il y relève le vertige qui préside à son écriture.
Laurine Rousselet produit l’émission radiophonique Marcel Moreau, le possédé des mots, Sur les Docks, France Culture, diffusion le 4 janvier 2016.
En 2005, elle participe à la semaine de la francophonie à La Havane en compagnie d'Arlette Albert-Birot et de Bernard Noël avec qui elle se lie d'amitié durablement. De retour à Paris, ce dernier rédige, dans Le Marché des Lettres, une brève note au sujet du recueil Séquelles, offrant un regard sur ses vers :« réunir dans une même scansion le verbe et la perception, le premier écorchant la seconde pour restituer la vibration nerveuse au lieu de l'imager ».
En signe de reconnaissance à Arlette Albert-Birot, elle écrit l’article Arlette Albert-Birot, un circuit en boucle, L’Actualité Nouvelle-Aquitaine, le 6 juillet 2017.
En 2007, elle publie une première prose poétique L'été de la trente-et-unième, avec une préface de Marcel Moreau. Cette prose a été rééditée aux éditions de l'Aigrette en 2021. Laurine Rousselet reviendra à La Havane en 2009 dans le cadre d'une [ Mission Stendhal]. La langue et l'âme hispaniques sont désormais en elle. Elle écrit un article sur les poèmes mexicains de Bernard Noël dans le no 69 d′Archipiélago et, publie De l'or havanais, livre qui inaugure son écriture politique.
Les langues autres, qui n'ont cessé de l'accompagner depuis ses lectures publiques, exigent une action seconde, celle de la divulgation par la traduction. Dans les deux sens. Traduite en arabe, en catalan, en espagnol, elle se fait à son tour passeuse de traductions au sein de Les Cahiers de l'Approche, plaquette de poésie bilingue et trimestrielle, qu'elle dirige depuis 2011, publiant, entre autres, Fátima Rodríguez, Xavier Queipo (gl), Cristina Peri Rossi, Maria Graciete Besse, Ananda Devi, Joan Margarit, Stefanu Cesari, Ponç Pons, Claudia Azzola, Nuno Júdice.
Laurine Rousselet a participé à différentes revues culturelles, dont la revue Éclairs (devenue la revue Prologue) la revue numérique du pôle ALCA et L’Actualité Nouvelle-Aquitaine (presse écrite) où plusieurs de ses articles ont été mis en ligne sur la plateforme multimédia.
Elle a produit une émission radiophonique sur Hubert Haddad Hubert Haddad, géomètre de l'imaginaire. Les mesures démultipliées de l'art, Création on air, France Culture, diffusion le 28 décembre 2017.
Laurine Rousselet a été en résidence d'écrivain à l'université d'Orléans pour l'année 2019/2020. Elle a créé deux événements poétiques danse & poésie & musique : Immersion avec le danseur Vincent Chaillet, premier danseur au sein du Ballet de l’Opéra de Paris, les musiciens Émile  Biayenda et Didier Frébœuf, Émergence avec la danseuse Sara Orselli de la compagnie Carolyn Carlson, et le créateur sonore Jean-Jacques Palix. Un recueil au titre éponyme est paru en 2022. Réponses à la lumière, écrit avec le poète Nuno Júdice, est paru aux éditions de l’Aigrette en 2023.

## Prix littéraires
- 2015 : Naji Naaman's Literary Prize[7] pour Syrie, ce proche ailleurs.

### Œuvres de Laurine Rousselet

#### Poésie
- Tambour, 2003, Dumerchez.
- Mémoire de sel, 2004, L'Inventaire.
- Séquelles, 2005, Dumerchez.
- El Respir, 2008, Llibres del Segle.
- journal de l'attente, 2013, Isabelle Sauvage[8].
- Crisálida, 2013, L'Inventaire.
- nuit témoin, 2016, Isabelle Sauvage[9].
- ruine balance, 2019 Isabelle Sauvage[8].
- La Montreuse de singe, in Des Poètes à l'œuvre, Musées d'Angers, éditions Art3 Plessis, 2019
- Barcelona, 2020, La Part Commune[10].
- Rue Ion Brezoianu, L'Inventaire, 2021.
- Instantanee (bilingue français/roumain), traduction Magda Cârneci, Charmides, 2021.
- Émergence, L'Inventaire, 2022.
- Réponses à la lumière, Les éditions de l'Aigrette, 2023.
- Danser dans l’immensité, L’échappée Belle.  2024[11].

#### Œuvres en éditions à tirage limité
- L’Ange Défunt, illustrations d’Hubert Haddad, 2003, Alain Lucien Benoît.
- Au jardin de la chair cernée, dessins de Thierry le Saëc, 2008, La Canopée.
- Amaliamour, gravures d’Albert Woda, 2010, Éditions de l’Eau.
- Faim et Faim, peintures de Guillaume Guintrand, 2010, Approches.
- Vacarmes, photographies et collages d’Yves Piquet, 2012, Double Cloche.
- Ce matin six heures, gravures sur bois de Jacky Essirard, 2013, l'Atelier de Villemorge.
- tondo/tondi, Ouvrage collectif, peintures originales d’Yves Piquet, 2014, Double Cloche.

#### Récits
- L'été de la trente-et-unième, 2007, L'atelier des Brisants.
- De l'or havanais, 2010, Apogée[12].
- La Mise en jeu, 2012, Apogée.
- L'Eté de la trente et unième, Les éditions de l'Aigrette, 2021

#### Autres
- Hasardismes, 2011, L’Inventaire.
- Syrie, ce proche ailleurs, 2015, L'Harmattan.
- Correspondance avec Bernard Noël, Artaud à la Havane, coll. « Créations au féminin », éd. L'Harmattan, 2021.

#### Émissions radiophoniques
- «Marcel Moreau», Collection Témoignages, Sur les docks, France Culture, 4 janvier 2016.
- Hubert Haddad, géomètre de l'imaginaire. Les mesures démultipliées de l'art, Création on air, France Culture, diffusion le 28 décembre 2017.

### Articles et émissions radiophoniques sur Laurine Rousselet
- « Laurine Rousselet : L’effractionnaire », Atelier de la création, France Culture, juin 2013[13].
- « Laurine Rousselet, Journal de l’attente », Ca rime à quoi par Sophie Nauleau, France Culture, octobre 2013[14].
- Jean-Paul Gavard-Perret : Celle qui n’est pas sous influences, entretien avec Laurine Rousselet, du 23 juin 2016[15].
- « Laurine Rousselet, Immersion », Les carnets de la création par Aude Lavigne, France Culture, du 20 juin 2019[6].
- Luc Vigier, « Laurine Rousselet, Graver les cris », Quinzaines, no 1217 (1er juillet 2019)[16]
- Luc Vigier, « Tout est ligne », Quinzaines, n° 1228 (1er juillet 2020)[17]
- Véronique Bergen, « Laurine Rousselet : la pulsation poétique », Diacritik, 28 juin 2021[18]
- Véronique Bergen, « Laurine Rousselet : Dans les pas de Carolyn Carlson », Diacritik, 28 mars 2022[19]
- Francesca Maffioli, «Émergence di Laurine Rousselet: un passo verso Carolyn Carlson e forme creative altre», Revista Lectora, N° 29 (2023), Universitat de Barcelona[20].